# Carrie Preston
Carrie Preston (Macon, 21 de junho de 1967) é uma atriz estadunidense. Ela também já produziu, dirigiu, e editou no mesmo segmento de trabalho.

## Trabalhos

### Como atriz

#### Televisão

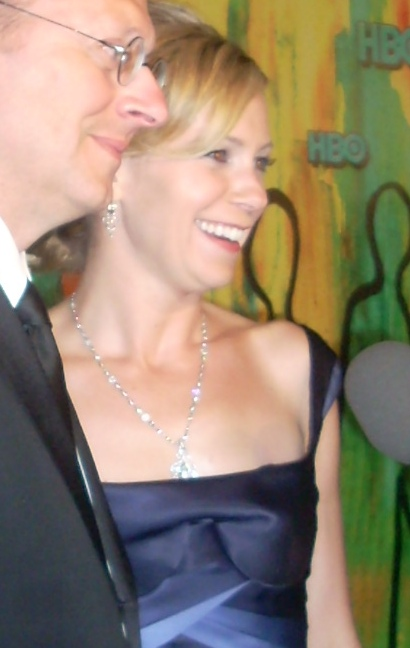
Carrie Preston e seu marido Michael Emerson.

| Ano  | Título                            | Papel            | Notas                                                                           |
| ---- | --------------------------------- | ---------------- | ------------------------------------------------------------------------------- |
| 1997 | Union Square                      | Jester           | Episódio: "Michael's First Stand"                                               |
| 1998 | Significant Others                | Patti Pasternak  | Episódio: "My Left Kidney"                                                      |
| 1999 | Spin City                         | Gayle            | Episódio: "Carter & Stuart & Bennett & Deirdre"                                 |
| 1999 | Sex and the City                  | Madeline Dunn    | Episdío: "The Chicken Dance"                                                    |
| 2001 | Emeril                            | B.D. Benson      | 10                                                                              |
| 2003 | Good Morning, Miami               | Kiera            | Episódio: "The Slow and the Furious"                                            |
| 2003 | Law & Order: Criminal Intent      | Megan Colby      | Episódio: "Zoonotic"                                                            |
| 2004 | Law & Order: Criminal Intent      | Doreen Whitlock  | Episódio: "Magnificat"                                                          |
| 2004 | Wonderfalls                       | Sister Katrina   | Episódio: "Wound-Up Penguin"                                                    |
| 2004 | Hope & Faith                      | Sally Jones      | Episódio: "Queer as Hope"                                                       |
| 2005 | Numb3rs                           | Vicky Sites      | Episódio: "Dirty Bomb"                                                          |
| 2005 | The Inside                        | Kelly Comack     | Episódio: "Pre-Filer"                                                           |
| 2006 | Arrested Development              | Jan Eagleman     | Episódio: "Fakin' It"                                                           |
| 2006 | Law & Order: Criminal Intent      | Lena Copeland    | Episódio: "Bedfellows"                                                          |
| 2007 | Lost                              | Emily Linus      | Episódio: "The Man Behind the Curtain"                                          |
| 2007 | Desperate Housewives              | Lucy             | Episódio: "You Can't Judge a Book by Its Cover"                                 |
| 2008 | True Blood                        | Arlene Fowler    | Elenco principal (2008–2014)                                                    |
| 2009 | Private Practice                  | Miss Pierce      | Episódio: "Do the Right Thing"                                                  |
| 2010 | The Good Wife                     | Elsbeth Tascioni | Papel recorrente (7 episódios)                                                  |
| 2011 | Law & Order: Special Victims Unit | Bella Zane       | Episódio: "Educated Guess"                                                      |
| 2012 | Royal Pains                       | Jackie Van Ark   | Episódio: "Hurts Like a Mother"                                                 |
| 2012 | Person of Interest                | Grace Hendricks  | Episódios: "No Good Deed", "The High Road", "Til Death", "Zero Day", "God Mode" |
| 2014 | The Following                     | Judy Lang        | 2.ª temporada                                                                   |

#### Cinema
| Ano  | Título                       | Papel                | Notas |
| ---- | ---------------------------- | -------------------- | ----- |
| 1985 | Just a Friend                | Mint Jennifer        |       |
| 1997 | My Best Friend's Wedding     | Mandy Newhouse       |       |
| 1997 | The Journey                  | Laura Singh          |       |
| 1997 | For Richer or Poorer         | Rebecca Yoder        |       |
| 1998 | Mercury Rising               | Emily Lang           |       |
| 1999 | Guinevere                    | Patty                |       |
| 1999 | Cradle Will Rock             | VTA – Administradora |       |
| 2000 | Woman Wanted                 | Monica               |       |
| 2000 | The Legend of Bagger Vance   | Idalyn Greaves       |       |
| 2004 | Straight Jacket              | Sally Stone          |       |
| 2004 | The Stepford Wives           | Barbara              |       |
| 2005 | Transamerica                 | Sydney               |       |
| 2007 | Lovely by Surprise           | Marian               |       |
| 2007 | Towelhead                    | Evelyn Vuoso         |       |
| 2008 | Ready? OK!                   | Andy Dowd            |       |
| 2008 | Vicky Cristina Barcelona     | Sally                |       |
| 2008 | Doubt                        | Christine Hurley     |       |
| 2009 | Duplicity                    | Barbara Bofferd      |       |
| 2009 | That Evening Sun             | Ludie Choat          |       |
| 2010 | Virginia                     | Betty                |       |
| 2011 | The Carrier                  | Sister (voz)         | Curta |
| 2011 | A Bag of Hammers             | Lynette              |       |
| 2011 | Sironia                      | Grace                |       |
| 2012 | Vino Veritas                 | Claire               |       |
| 2012 | Who's Afraid of Vagina Wolf? | Chloe                |       |
| 2013 | Beneath the Harvest Sky      | Kim                  |       |

#### Teatro
| Ano       | Título                          | Papel           | Notas                                    |
| --------- | ------------------------------- | --------------- | ---------------------------------------- |
| 1995      | Indiscretions                   | Madeleine       |                                          |
| 1995      | The Tempest                     | Miranda         | Broadway                                 |
| 1997      | Antony and Cleopatra            | Octavia         | The Public Theater                       |
| 1998      | Freedomland                     | Polly           | Playwrights Horizons                     |
| 2000      | Straight Jacket                 | Sally           | Playhouse 91                             |
| 2000      | She Stoops to Conquer           | Kate Hardcastle | Center Stage                             |
| 2001      | Who's Afraid of Virginia Woolf? | Honey           | Guthrie Theater                          |
| 2001      | Chaucer in Rome                 | Sarah           | Lincoln Center                           |
| 2002      | Boys and Girls                  | Shelly          | Duke on 42nd Street                      |
| 2002      | No Foreigners Beyond This Point | Paula Wheaton   | Center Stage                             |
| 2004–2005 | The Rivals                      | Julia           | Broadway                                 |
| 2005      | Cycling Past the Matterhorn     | Amy             | Clurman Theatre                          |
| 2005      | Hamlet                          | Ophelia         | McCarter Theatre Center                  |
| 2006      | Festen                          | Mette           | Broadway                                 |
| 2008      | Esther Demsac                   | Reluctant Nanny | NY Theatre Workshop's 4th Street Theatre |
| 2008      | Likeness                        |                 | Primary Stages                           |
| 2010      | Love Letters                    | Melissa Gardner | Charleston Stage                         |

### Como diretora
| Ano  | Título               | Notas          |
| ---- | -------------------- | -------------- |
| 2005 | 29th and Gay         |                |
| 2007 | Feet of Clay         | Curta-metragem |
| 2012 | That's What She Said |                |

## Vida pessoal
É casada com o ator Michael Emerson, que interpreta Ben (também conhecido como Henry Gale) na série de televisão Lost. Tanto Emerson quanto Preston foram lançados na comédia de 2004, Straight Jacket.